# Поповский (Ростовская область)
Попо́вский — хутор в Шолоховском районе Ростовской области России.
Входит в состав Терновского сельского поселения.

## География
Расстояние до районного центра с учётом доступа транспортом — 33 км.

## Население
| 2010 |
| ---- |
| 119  |

## Улицы
- ул. Заречная,
- ул. Кольцевая,
- ул. Мостовая,
- ул. Центральная,
- ул. Школьная,
- пер. Старый.